# 宋欽 (水東)
宋欽（？—1381年），蒙古名宋蒙古歹，第16任水東土司。
宋蒙古歹是宋阿重之孫。元朝期間，因協助平定叛亂、保境有功，被元廷授予昭勇大將軍、八番順元等處宣慰使、都元帥、加鎮國大將軍、兼四川等處行中書省參知政事。洪武四年（1371年），宋蒙古歹與靄翠等人歸附明朝，被朱元璋賜名宋欽。洪武六年（1373年），以宋欽、靄翠同為貴州宣慰使，二人同迁贵州城，并确令安氏治水西、宋氏治水东的政策。
洪武十四年（1381年），宋欽去世。其妻劉淑貞隨其子宋誠入朝，宋誠隨後被任命為新的水東土司，由劉淑貞攝政。